# Ringaren i Notre Dame (film, 1939)
För andra betydelser, se Ringaren i Notre Dame (olika betydelser).
Ringaren i Notre Dame (originaltitel: The Hunchback of Notre Dame) är en amerikansk långfilm från 1939. Filmen regisserades av William Dieterle och är baserad på Victor Hugos bok med samma namn.

## Handling
Kung Louis XI är en gammal och vis man och Frollo är hans chefsåklagare. Frollo får syn på zigenarflickan Esmeralda i kyrkan den första april och skickar ut Quasimodo, den puckelryggige ringaren i Notre Dame, att fånga henne. Quasimodo och Esmeralda infångas av kapten Phoebus, som låter Esmeralda gå fri. I rättegången döms Quasimodo till stupstocken på torget. Den ende som kommer med vatten till honom under tiden han är fastbunden är Esmeralda.
Under en fest träffar Esmeralda både Frollo, som blivit som förhäxad av henne, och Phoebus igen. Mitt under alla festligheter blir Phoebus dödad, och Esmeralda blir anklagad för mordet. Under rättegången finns hon skyldig och döms till döden genom hängning. 
Tiggarkungen Clopin, Esmeraldas man Gringoire och ringaren Quasimodo försöker alla rädda henne på olika sätt.

## Om filmen
Filmen anses ofta vara den filmatisering av Victor Hugos roman som är mest trogen boken, trots att filmen inte slutar på samma sätt som boken.
Disney hade den här filmen som förlaga när de gjorde den tecknade versionen av Ringaren i Notre Dame.

## Rollista i urval
- Charles Laughton – Quasimodo
- Maureen O'Hara – Esmeralda
- Cedric Hardwicke – Frollo
- Thomas Mitchell – Clopin
- Edmond O'Brien – Gringoire
- Alan Marshal – Kapten Phoebus
- Walter Hampden – Diakonen
- Harry Davenport v Kung Louis XI
- Katharine Alexander – Madame de Lys
- George Zucco – Prokuratorn
- Fritz Leiber – Gamle adelsmannen
- Etienne Girardot – Doktor
- Minna Gombell – Tiggardrottningen
- Arthur Hohl – Olivier
- Curt Bois – Studenten
- George Tobias – Tiggare
- Rod La Rocque – Phillipe
- Sig Arno – Skräddaren